# Liste der Mitglieder des Sächsischen Landtags (7. Wahlperiode)
Die Liste bietet einen Überblick über alle Mitglieder des 7. Sächsischen Landtags, der in der Landtagswahl vom 1. September 2019 gewählt wurde. Die Konstituierung des Landtages erfolgte am 1. Oktober 2019. Die Legislaturperiode endete mit der Konstituierung des 8. Landtags am 1. Oktober 2024.

## Zusammensetzung
| Fraktion              | Gewählt | Zu Beginn der Legislaturperiode | Letzter Stand | Direktmandate | Abgänge                                  | Zugänge                              | Saldo |
| CDU                   | 45      | 45                              | 44            | 41            | Schenderlein, Rohwer, Anton, Meyer, Hösl | Unger, Gockel, Clemen, Fischer       | − 1   |
| AfD                   | [1]38   | 38                              | 34            | 15            | Hahn, Keil, Teichmann, Ulbrich           |                                      | − 4   |
| Die Linke             | 14      | 14                              | 14            | 1             |                                          |                                      | ± 0   |
| Bündnis 90/Die Grünen | 12      | 12                              | 12            | 3             | Lippold, Meier, Günther, Kuhfuß          | Kummer, Liebscher, Sejdi, Scholz     | ± 0   |
| SPD                   | 10      | 10                              | 10            | 0             | Köpping, Neukirch, Mann                  | Lang, Winkler, Pfeil-Zabel           | ± 0   |
| fraktionslos          | 0       | 0                               | 05            | 0             |                                          | Hahn, Keil, Teichmann, Ulbrich, Hösl | + 5   |
| Gesamt                | 119     | 119                             | 119           | 60            |                                          |                                      | ± 0   |

1. ↑  Die Liste umfasste nur 38 gültige Nominierungen, rechnerisch wurden 39 Mandate erreicht

## Präsidium

### Landtagspräsident und Vizepräsidenten
- Landtagspräsident: Matthias Rößler (CDU)
- 1. Vizepräsidentin: Andrea Dombois (CDU)
- 2. Vizepräsident: André Wendt (AfD)
- 3. Vizepräsidentin: Luise Neuhaus-Wartenberg (Die Linke)

### Fraktionsvorsitzende
- CDU-Fraktion: Christian Hartmann
- AfD-Fraktion: Jörg Urban
- Linke-Fraktion: Rico Gebhardt
- Grüne-Fraktion: Franziska Schubert
- SPD-Fraktion: Dirk Panter

## Fraktionsvorstände
| Fraktion              | Vorsitzende        | Stellvertretende Vorsitzende                                                                                           | Parlamentarische Geschäftsführer                               |
| --------------------- | ------------------ | --- | -------------------------------------------------------------- |
| CDU                   | Christian Hartmann | Stephan Meyer bis September 2020 Georg-Ludwig von Breitenbuch Jan Löffler Sören Voigt Susan Leithoff ab September 2020 | Stephan Meyer bis September 2020 Sören Voigt ab September 2020 |
| AfD                   | Jörg Urban         | Sebastian Wippel André Wendt Rolf Weigand                                                                              | Jan-Oliver Zwerg                                               |
| Die Linke             | Rico Gebhardt      | Susanne Schaper Marika Tändler-Walenta                                                                                 | Sarah Buddeberg                                                |
| Bündnis 90/Die Grünen | Franziska Schubert | Christin Melcher | Valentin Lippmann                                              |
| SPD                   | Dirk Panter        | Sabine Friedel | Sabine Friedel                                                 |

## Mitglieder
| Bild                         | Mitglied des Landtages       | geb. | Fraktion                  | Landtagswahlkreis der Direktkandidaten | Erststimmen in % | Anmerkungen                                                                                                |
| ---------------------------- | ---------------------------- | ---- | ------------------------- | -------------------------------------- | ---------------- | --- |
| Kein Bild vorhanden          | André Barth                  | 1969 | AfD                       |                                        |                  | |
| Kein Bild vorhanden          | Mario Beger                  | 1966 | AfD                       | Meißen 2                               | 40,1             | |
| Marco Böhme                  | Marco Böhme                  | 1990 | LINKE                     |                                        |                  | |
| Georg-Ludwig von Breitenbuch | Georg-Ludwig von Breitenbuch | 1971 | CDU                       | Leipzig Land 1                         | 34,9             | |
| Nico Brünler                 | Nico Brünler                 | 1975 | LINKE                     |                                        |                  | |
| Sarah Buddeberg              | Sarah Buddeberg              | 1982 | LINKE                     |                                        |                  | |
| Petra Čagalj Sejdi           | Petra Čagalj Sejdi           | 1978 | GRÜNE                     |                                        |                  | nachgerückt im Februar 2020 für Wolfram Günther                                                            |
| Robert Clemen                | Robert Clemen                | 1967 | CDU                       |                                        |                  | nachgerückt am 11. August 2022 für Rico Anton                                                              |
| Alexander Dierks             | Alexander Dierks             | 1987 | CDU                       | Chemnitz 2                             | 29,8             | |
| Kein Bild vorhanden          | Eric Dietrich                | 1985 | CDU                       | Erzgebirge 2                           | 37,6             | |
| Andrea Dombois               | Andrea Dombois               | 1958 | CDU                       | Sächsische Schweiz-Osterzgebirge 2     | 34,0             | |
| Kein Bild vorhanden          | Jörg Dornau                  | 1970 | AfD                       |                                        |                  | |
| Kein Bild vorhanden          | Volker Dringenberg           | 1972 | AfD                       |                                        |                  | |
| Martin Dulig                 | Martin Dulig                 | 1974 | SPD                       |                                        |                  | |
| Antje Feiks                  | Antje Feiks                  | 1979 | LINKE                     |                                        |                  | |
| Iris Firmenich               | Iris Firmenich               | 1961 | CDU                       | Mittelsachsen 3                        | 37,1             | |
| Sebastian Fischer            | Sebastian Fischer            | 1981 | CDU                       |                                        |                  | nachgerückt am 16. September 2022 für Stephan Meyer                                                        |
| Kein Bild vorhanden          | Ingo Flemming                | 1968 | CDU                       | Dresden 3                              | 30,3             | |
| Sabine Friedel               | Sabine Friedel               | 1974 | SPD                       |                                        |                  | |
| Oliver Fritzsche             | Oliver Fritzsche             | 1977 | CDU                       | Leipzig Land 2                         | 33,0             | |
| Kein Bild vorhanden          | Torsten Gahler               | 1973 | AfD                       |                                        |                  | |
| Holger Gasse                 | Holger Gasse                 | 1969 | CDU                       | Leipzig 7                              | 26,3             | |
| Rico Gebhardt                | Rico Gebhardt                | 1963 | LINKE                     |                                        |                  | |
| Sebastian Gemkow             | Sebastian Gemkow             | 1978 | CDU                       | Nordsachsen 2                          | 34,3             | |
| Kein Bild vorhanden          | Daniel Gerber                | 1985 | GRÜNE                     |                                        |                  | |
| Kein Bild vorhanden          | Sandra Gockel                | 1974 | CDU                       |                                        |                  | nachgerückt am 5. Juli 2022 für Lars Rohwer                                                                |
| Anna Gorskih                 | Anna Gorskih                 | 1992 | LINKE                     |                                        |                  | |
| Kein Bild vorhanden          | Christopher Hahn             | 1984 | fraktionslos (zuvor: AfD) |                                        |                  | Fraktions- und Parteiaustritt im April 2021                                                                |
| Lucie Hammecke               | Lucie Hammecke               | 1996 | GRÜNE                     |                                        |                  | |
| Christian Hartmann 2016      | Christian Hartmann           | 1974 | CDU                       | Dresden 1                              | 28,7             | |
| Kein Bild vorhanden          | René Hein                    | 1965 | AfD                       |                                        |                  | |
| Andreas Heinz                | Andreas Heinz                | 1960 | CDU                       | Vogtland 2                             | 38,2             | |
| Kein Bild vorhanden          | Holger Hentschel             | 1985 | AfD                       |                                        |                  | |
| Jan Hippold                  | Jan Hippold                  | 1974 | CDU                       | Zwickau 5                              | 39,6             | |
| Henning Homann               | Henning Homann               | 1979 | SPD                       |                                        |                  | |
| Stephan Hösl                 | Stephan Hösl                 | 1966 | fraktionslos (FW)         | Vogtland 4                             | 38,2             | Fraktionsaustritt aus CDU-Fraktion und Parteiwechsel von CDU zu Freien Wählern am 2. Februar 2024          |
| Kein Bild vorhanden          | Carsten Hütter               | 1964 | AfD                       | Meißen 1                               | 36,2             | |
| Kein Bild vorhanden          | Martina Jost                 | 1961 | AfD                       |                                        |                  | |
| Kein Bild vorhanden          | Wolfram Keil                 | 1971 | fraktionslos (zuvor: AfD) |                                        |                  | Fraktions- und Parteiaustritt im April 2021                                                                |
| Kein Bild vorhanden          | Joachim Keiler               | 1959 | AfD                       |                                        |                  | |
| Kein Bild vorhanden          | Tobias Keller                | 1964 | AfD                       |                                        |                  | |
| Kein Bild vorhanden          | Jörg Kiesewetter             | 1980 | CDU                       | Nordsachsen 1                          | 35,4             | |
| Kein Bild vorhanden          | Svend-Gunnar Kirmes          | 1949 | CDU                       | Leipzig Land 3                         | 29,9             | |
| Kein Bild vorhanden          | Thomas Kirste                | 1977 | AfD                       | Meißen 3                               | 34,2             | |
|                              | Barbara Klepsch              | 1965 | CDU                       | Dresden 7                              | 25,3             | |
| Hanka Kliese                 | Hanka Kliese                 | 1980 | SPD                       |                                        |                  | |
| Kerstin Köditz               | Kerstin Köditz               | 1967 | LINKE                     |                                        |                  | |
|                              | Michael Kretschmer           | 1975 | CDU                       | Görlitz 2                              | 45,8             | |
| Kein Bild vorhanden          | Daniela Kuge                 | 1975 | CDU                       |                                        |                  | |
| Kein Bild vorhanden          | Jörg Kühne                   | 1968 | AfD                       |                                        |                  | |
| Kein Bild vorhanden          | Roberto Kuhnert              | 1963 | AfD                       | Görlitz 1                              | 36,6             | |
| Kein Bild vorhanden          | Ines Kummer                  | 1962 | GRÜNE                     |                                        |                  | nachgerückt im Januar 2020 für Katja Meier                                                                 |
| Kein Bild vorhanden          | Mario Kumpf                  | 1986 | AfD                       | Görlitz 3                              | 38,4             | |
| Kein Bild vorhanden          | Lars Kuppi                   | 1971 | AfD                       | Mittelsachsen 4                        | 31,7             | |
| Kein Bild vorhanden          | Simone Lang                  | 1971 | SPD                       |                                        |                  | nachgerückt im Januar 2020 für Petra Köpping                                                               |
| Kein Bild vorhanden          | Susan Leithoff               | 1979 | CDU                       | Mittelsachsen 1                        | 35,0             | |
| Kein Bild vorhanden          | Gerhard Liebscher            | 1955 | GRÜNE                     |                                        |                  | nachgerückt im Januar 2020 für Gerd Lippold                                                                |
| Valentin Lippmann            | Valentin Lippmann            | 1991 | GRÜNE                     |                                        |                  | |
| Jan Löffler                  | Jan Löffler                  | 1981 | CDU                       | Zwickau 2                              | 39,1             | |
| Thomas Löser                 | Thomas Löser                 | 1972 | GRÜNE                     | Dresden 5                              | 24,1             | |
| Kein Bild vorhanden          | Ulrich Lupart                | 1951 | AfD                       |                                        |                  | |
| Geert Mackenroth             | Geert Mackenroth             | 1950 | CDU                       |                                        |                  | |
| Claudia Maicher              | Claudia Maicher              | 1978 | GRÜNE                     | Leipzig 4                              | 26,9             | |
| Kein Bild vorhanden          | Jörg Markert                 | 1973 | CDU                       | Erzgebirge 5                           | 34,6             | |
|                              | Norbert Mayer                | 1957 | AfD                       |                                        |                  | |
| Christin Melcher             | Christin Melcher             | 1983 | GRÜNE                     | Leipzig 5                              | 29,0             | |
| Antonia Mertsching           | Antonia Mertsching           | 1985 | LINKE                     |                                        |                  | |
| Aloysius Mikwauschk          | Aloysius Mikwauschk          | 1958 | CDU                       | Bautzen 2                              | 39,8             | |
| Martin Modschiedler          | Martin Modschiedler          | 1967 | CDU                       | Dresden 4                              | 30,7             | |
| Juliane Nagel                | Juliane Nagel                | 1978 | LINKE                     | Leipzig 2                              | 27,4             | |
| Luise Neuhaus-Wartenberg     | Luise Neuhaus-Wartenberg     | 1980 | LINKE                     |                                        |                  | |
| Kerstin Nicolaus             | Kerstin Nicolaus             | 1961 | CDU                       | Zwickau 1                              | 39,7             | |
| Kein Bild vorhanden          | Andreas Nowak                | 1975 | CDU                       | Leipzig 3                              | 28,3             | |
| Kein Bild vorhanden          | Jens Oberhoffner             | 1971 | AfD                       |                                        |                  | |
| Gerald Otto                  | Gerald Otto                  | 1964 | CDU                       | Zwickau 3                              | 32,1             | |
| Albrecht Pallas              | Albrecht Pallas              | 1980 | SPD                       |                                        |                  | |
|                              | Dirk Panter                  | 1974 | SPD                       |                                        |                  | |
| Peter Patt                   | Peter Patt                   | 1963 | CDU                       | Chemnitz 1                             | 33,6             | |
| Kein Bild vorhanden          | Romy Penz                    | 1970 | AfD                       |                                        |                  | |
| Kein Bild vorhanden          | Frank Peschel                | 1974 | AfD                       | Bautzen 1                              | 38,2             | |
| Kein Bild vorhanden          | Gudrun Petzold               | 1952 | AfD                       | Nordsachsen 3                          | 33,3             | |
| Juliane Pfeil-Zabel          | Juliane Pfeil-Zabel          | 1987 | SPD                       |                                        |                  | nachgerückt am 16. November 2021 für Holger Mann                                                           |
| Christian Piwarz             | Christian Piwarz             | 1975 | CDU                       | Dresden 2                              | 32,4             | |
| Ronald Pohle                 | Ronald Pohle                 | 1960 | CDU                       | Leipzig 1                              | 31,1             | |
| Kein Bild vorhanden          | Thomas Prantl                | 1974 | AfD                       |                                        |                  | |
| Frank Richter                | Frank Richter                | 1960 | SPD                       |                                        |                  | bis Mai 2021 parteilos                                                                                     |
| Kein Bild vorhanden          | Kay Ritter                   | 1971 | CDU                       | Leipzig Land 4                         | 32,2             | |
| Matthias Rößler              | Matthias Rößler              | 1955 | CDU                       | Meißen 4                               | 29,4             | |
| Wolf-Dietrich Rost           | Wolf-Dietrich Rost           | 1952 | CDU                       | Leipzig 6                              | 27,1             | |
| Ines Saborowski              | Ines Saborowski              | 1967 | CDU                       | Chemnitz 3                             | 31,8             | |
|                              | Susanne Schaper              | 1978 | LINKE                     |                                        |                  | |
| Kein Bild vorhanden          | Frank Schaufel               | 1957 | AfD                       | Vogtland 1                             | 30,0             | |
| Marko Schiemann              | Marko Schiemann              | 1955 | CDU                       | Bautzen 5                              | 38,0             | |
| Thomas Schmidt               | Thomas Schmidt               | 1961 | CDU                       | Mittelsachsen 5                        | 36,9             | |
| Kein Bild vorhanden          | Markus Scholz                | 1996 | GRÜNE                     |                                        |                  | nachgerückt am 14. September 2023 für Kathleen Kuhfuß                                                      |
| Kein Bild vorhanden          | Timo Schreyer                | 1965 | AfD                       | Bautzen 3                              | 31,9             | |
| Franziska Schubert           | Franziska Schubert           | 1982 | GRÜNE                     |                                        |                  | |
| Mirko Schultze               | Mirko Schultze               | 1974 | LINKE                     |                                        |                  | |
| Kein Bild vorhanden          | Doreen Schwietzer            | 1972 | AfD                       | Bautzen 4                              | 34,7             | |
| Franz Sodann                 | Franz Sodann                 | 1973 | LINKE                     |                                        |                  | |
| Ines Springer                | Ines Springer                | 1956 | CDU                       | Zwickau 4                              | 36,7             | |
| Marika Tändler-Walenta       | Marika Tändler-Walenta       | 1984 | LINKE                     |                                        |                  | |
| Kein Bild vorhanden          | Ivo Teichmann                | 1967 | fraktionslos (BD)         | Sächsische Schweiz-Osterzgebirge 4     | 36,7             | Fraktions- und Parteiaustritt aus AfD im Dezember 2022, Parteieintritt in Bündnis Deutschland im März 2023 |
| Kein Bild vorhanden          | Thomas Thumm                 | 1977 | AfD                       | Erzgebirge 3                           | 34,4             | |
| Kein Bild vorhanden          | Roland Ulbrich               | 1961 | fraktionslos (AfD)        |                                        |                  | Fraktionsaustritt im Januar 2024                                                                           |
| Kein Bild vorhanden          | Tom Unger                    | 1985 | CDU                       |                                        |                  | nachgerückt am 4. Januar 2022 für Christiane Schenderlein                                                  |
| Jörg Urban                   | Jörg Urban                   | 1964 | AfD                       |                                        |                  | |
| Sören Voigt                  | Sören Voigt                  | 1971 | CDU                       | Vogtland 3                             | 43,1             | |
| Kein Bild vorhanden          | Ronny Wähner                 | 1975 | CDU                       | Erzgebirge 4                           | 35,6             | |
| Kein Bild vorhanden          | Rolf Weigand                 | 1984 | AfD                       | Mittelsachsen 2                        | 33,7             | |
| Kein Bild vorhanden          | André Wendt                  | 1971 | AfD                       |                                        |                  | |
| Kein Bild vorhanden          | Alexander Wiesner            | 1989 | AfD                       |                                        |                  | |
| Volkmar Winkler              | Volkmar Winkler              | 1959 | SPD                       |                                        |                  | nachgerückt im Januar 2020 für Dagmar Neukirch                                                             |
| Sebastian Wippel             | Sebastian Wippel             | 1982 | AfD                       |                                        |                  | |
|                              | Patricia Wissel              | 1975 | CDU                       |                                        |                  | |
|                              | Roland Wöller                | 1970 | CDU                       | Sächsische Schweiz-Osterzgebirge 1     | 38,8             | |
| Kein Bild vorhanden          | Hans-Jürgen Zickler          | 1954 | AfD                       |                                        |                  | |
|                              | Volkmar Zschocke             | 1969 | GRÜNE                     |                                        |                  | |
| Kein Bild vorhanden          | Jan-Oliver Zwerg             | 1965 | AfD                       | Sächsische Schweiz-Osterzgebirge 3     | 35,0             | |

## Ausgeschiedene Abgeordnete
| Bild                    | Mitglied des Landtages  | geb. | Fraktion | Landtagswahlkreis der Direktkandidaten | Erststimmen in % | Anmerkungen |
| ----------------------- | ----------------------- | ---- | -------- | -------------------------------------- | ---------------- | --- |
| Kein Bild vorhanden     | Rico Anton              | 1977 | CDU      | Erzgebirge 1                           | 36,8             | Mandatsniederlegung am 1. August 2022, Amtsantritt als Landrat des Erzgebirgskreises                                                                     |
| Wolfram Günther         | Wolfram Günther         | 1973 | GRÜNE    |                                        |                  | Mandatsniederlegung am 6. Februar 2020, Ernennung zum Sächsischen Staatsminister für Energie, Klimaschutz, Umwelt und Landwirtschaft                     |
| Petra Köpping           | Petra Köpping           | 1958 | SPD      |                                        |                  | Mandatsniederlegung am 8. Januar 2020, Ernennung zur Sächsischen Staatsministerin für Soziales und Gesellschaftlichen Zusammenhalt                       |
| Kein Bild vorhanden     | Kathleen Kuhfuß         | 1979 | GRÜNE    |                                        |                  | Mandatsniederlegung am 13. September 2023 |
| Kein Bild vorhanden     | Gerd Lippold            | 1961 | GRÜNE    |                                        |                  | Mandatsniederlegung am 6. Januar 2020, Ernennung zum Staatssekretär im Sächsischen Staatsministerium für Energie, Klimaschutz, Umwelt und Landwirtschaft |
| Holger Mann             | Holger Mann             | 1979 | SPD      |                                        |                  | Mandatsniederlegung am 15. November 2021, Einzug in den Deutschen Bundestag                                                                              |
|                         | Katja Meier             | 1979 | GRÜNE    |                                        |                  | Mandatsniederlegung am 9. Januar 2020, Ernennung zur Sächsischen Staatsministerin der Justiz und für Demokratie, Europa und Gleichstellung               |
| Stephan Meyer           | Stephan Meyer           | 1981 | CDU      | Görlitz 4                              | 43,3             | Mandatsniederlegung am 4. September 2022, Amtsantritt als Landrat des Landkreises Görlitz                                                                |
| Dagmar Neukirch         | Dagmar Neukirch         | 1972 | SPD      |                                        |                  | Mandatsniederlegung am 8. Januar 2020, Ernennung zur Staatssekretärin im Sächsischen Staatsministerium für Soziales und Gesellschaftlichen Zusammenhalt  |
| Lars Rohwer             | Lars Rohwer             | 1972 | CDU      | Dresden 6                              | 31,0             | Mandatsniederlegung am 1. Juli 2022, Einzug in den Deutschen Bundestag                                                                                   |
| Christiane Schenderlein | Christiane Schenderlein | 1981 | CDU      |                                        |                  | Mandatsniederlegung am 3. Januar 2022, Einzug in den Deutschen Bundestag                                                                                 |